# Ray W. Barker

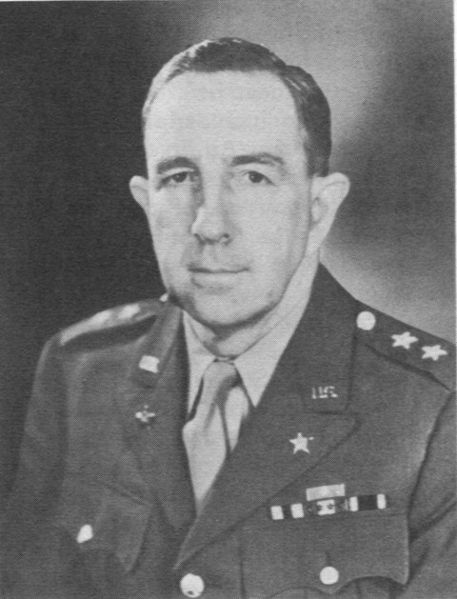
Ray Barker (1946)

Ray W. Barker (* 10. Dezember 1889 in New York; † 28. Juni 1974) war ein Generalmajor der Alliierten Streitkräfte und diente während des Zweiten Weltkrieges in Europa.
Generalmajor Barker war eine Schlüsselfigur der kombinierten amerikanisch-britischen Planungsgruppe, welche als COSSAC (Chief of Staff to the Supreme Allied Commander) bekannt war. Diese Gruppe plante den Alliierten Angriff auf das europäische Festland mit dem Codenamen Operation Overlord. Dieser Angriff sollte Frankreich befreien. Er diente in den Jahren 1943 bis 1945 als stellvertretender Chef des COSSAC-Stabes bzw. von SHAEF, wo er auch Assistant Chief of Staff for Personnel (G-1) war.
Vom 16. bis 22. Mai 1945 trafen sich Barker und Generalleutnant K. D. Golubew mit den Vertretern der sowjetischen Reparationsbehörde in Halle (Saale). Während der Konferenz von Jalta wurde das Grundgerüst für die Gespräche in Halle geschaffen. Bei den Gesprächen in Halle wurde geklärt, wie die westalliierten Kriegsgefangenen schnellstmöglich wieder in ihre Heimat kommen können. Die Konferenz ging bis in die frühen Morgenstunden des 22. Mai 1944. Barker und Golubev unterschrieben den Vertrag, der am folgenden Tag in Kraft trat.
Ende 1945 wurde er Kommandant des amerikanischen Sektors von Berlin und Kommandeur der dort stationierten 78. US-Division. Als solcher war er auch für die Demilitarisierungsmaßnahmen in seinem Befehlsbereich zuständig.
Ray Barker wurde nach seinem Austritt aus dem Militärdienst 1946 zum Schulleiter einer Militärschule für Jungen in Manlius/New York. Er leitete diese Schule bis zu seinem Ruhestand im Jahr 1960.